# Banjar (Ampenan)
Banjar is een bestuurslaag in het regentschap Mataram van de provincie West-Nusa Tenggara, Indonesië. Banjar telt 6630 inwoners (volkstelling 2010).